# Geißfuß (Allgäuer Alpen)
Der Geißfuß (auch: Geisfuß oder  Gaisfuß) ist ein 1981 m ü. NHN hoher Nebengipfel des Westlichen Wengenkopfs in den Allgäuer Alpen. Er hat den Charakter eines Grasbergs.

## Lage und Umgebung
Er liegt in dem Bergzug, der vom Nebelhorn zum Rubihorn zieht, und verhindert die direkte Sicht auf das Nebelhorn von Oberstdorf aus. Am Geißfuß fallen die Lawinenverbauungen auf seiner Westseite auf. Sie wurden zum Schutz der Mittelstation Seealpe der Nebelhornbahn vor Lawinen in den 1970er Jahren errichtet.

## Besteigung
Der Geißfuß kann über einen nicht markierten Weg in wenigen Minuten vom Weg vom Edmund-Probst-Haus zur Gaisalpe unschwierig erreicht werden. Der Weiterweg zum Rubihorn über das Gaißalphorn erfordert hingegen Trittsicherheit und Schwindelfreiheit.

## Namensherkunft
Der Berghang wurde ursprünglich als Gänsfuß (Nennung in 1628: Gensfuß, in 1646: Genßfuoß) bezeichnet. Die weitgespannten Grasflächen beiderseits der nach süd-südwest ziehenden Mittelrippe sehen aus der Blickrichtung von Oberstdorf wie die Schwimmhäute eines Gänsefußes aus, mit dem sie verglichen wurden. Durch seine Nachbarschaft zu Gaisalpe und Gaisalphorn wurde der Berghang assoziativ mit diesen verknüpft und sein Name assimiliert (Nennung in 1819: Gaiß Fuß).

## Bilder

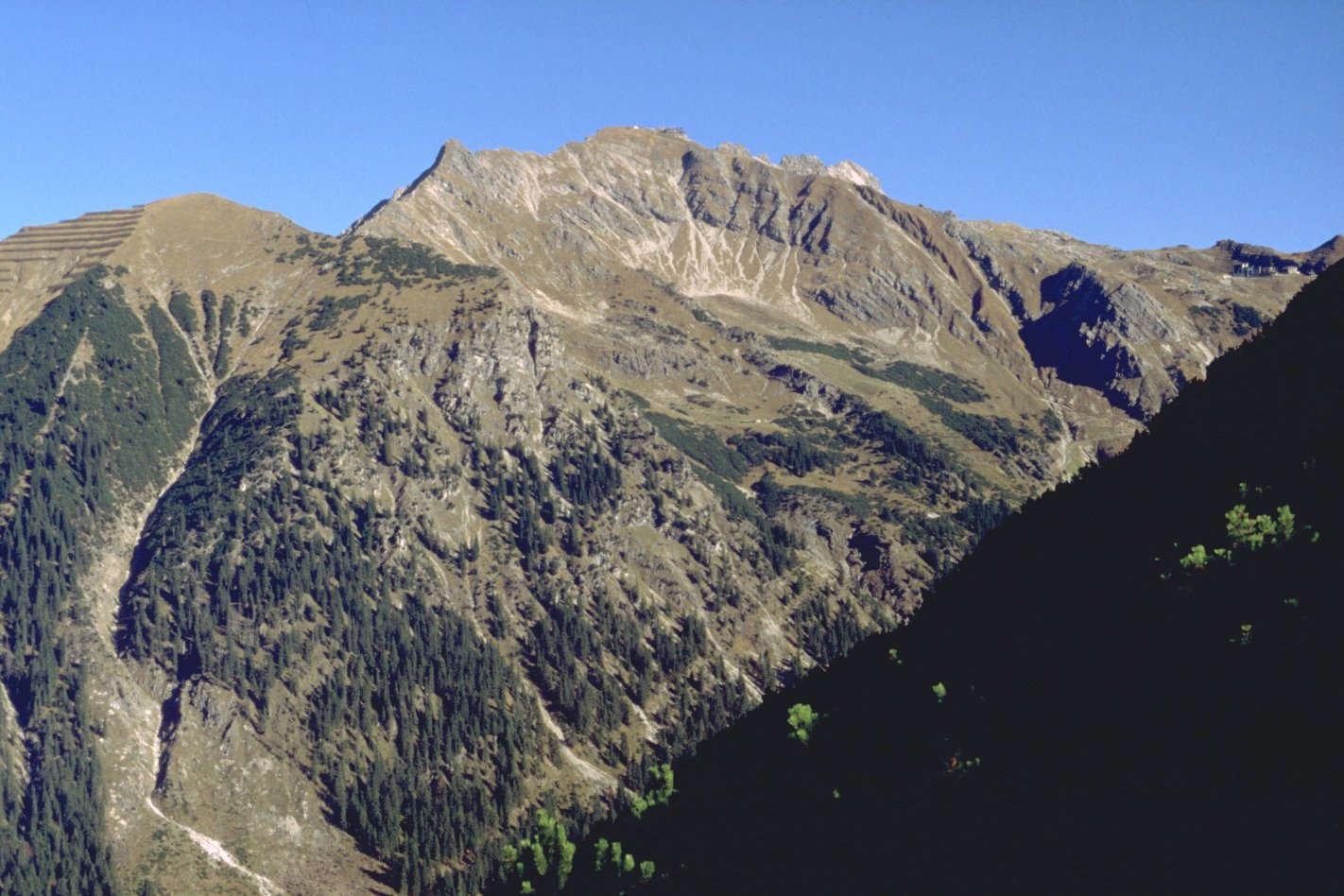
Geißfuß (Grasberg im linken Bereich des Bildes) vom Schattenberg, Gundkopf und Nebelhorn
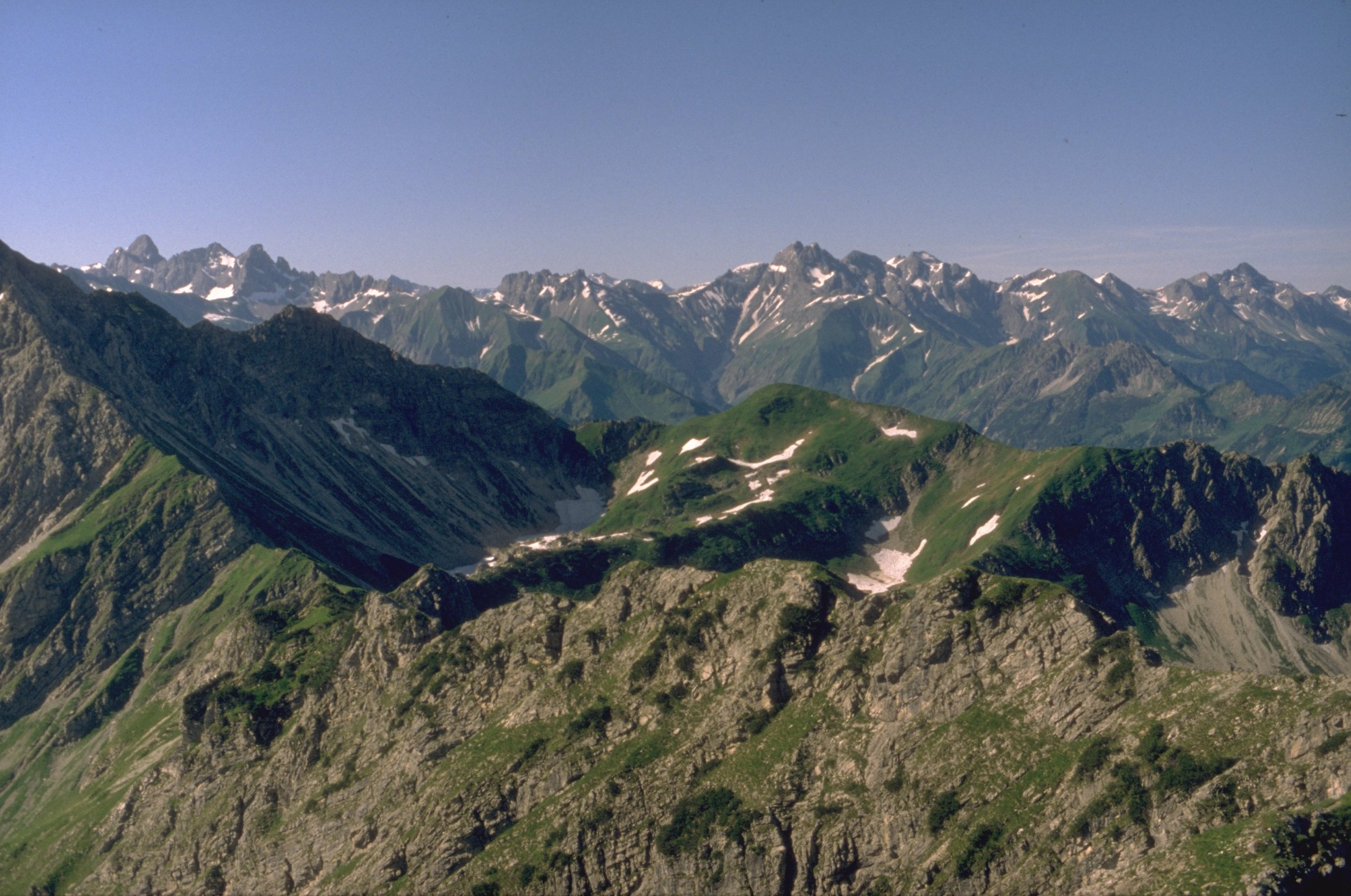
Geißfuß (Grasberg in Bildmitte) vom Entschenkopf. Im Hintergrund die Gipfel des Allgäuer Hauptkamms
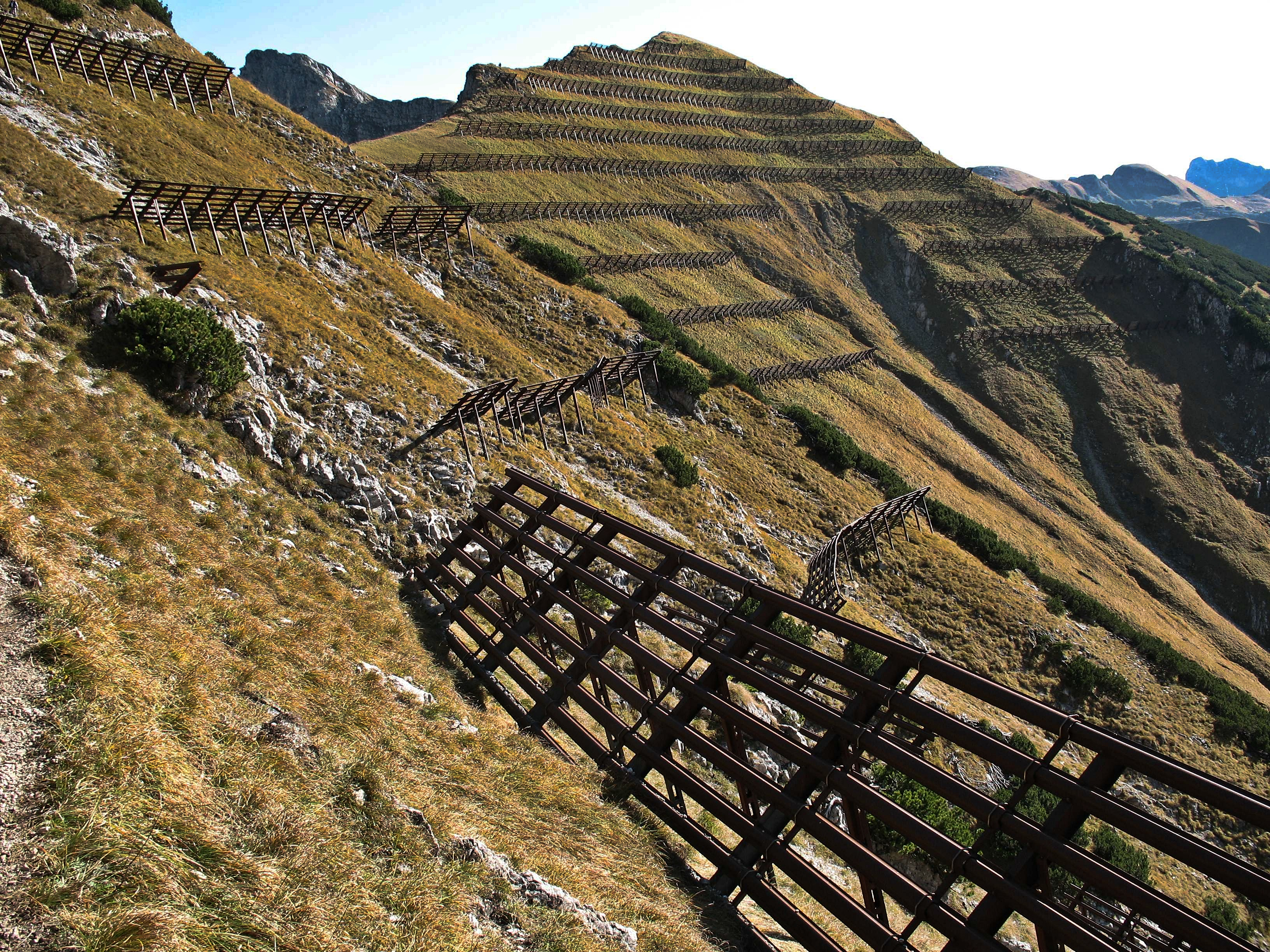
Die Lawinenverbauung am Geißfuß
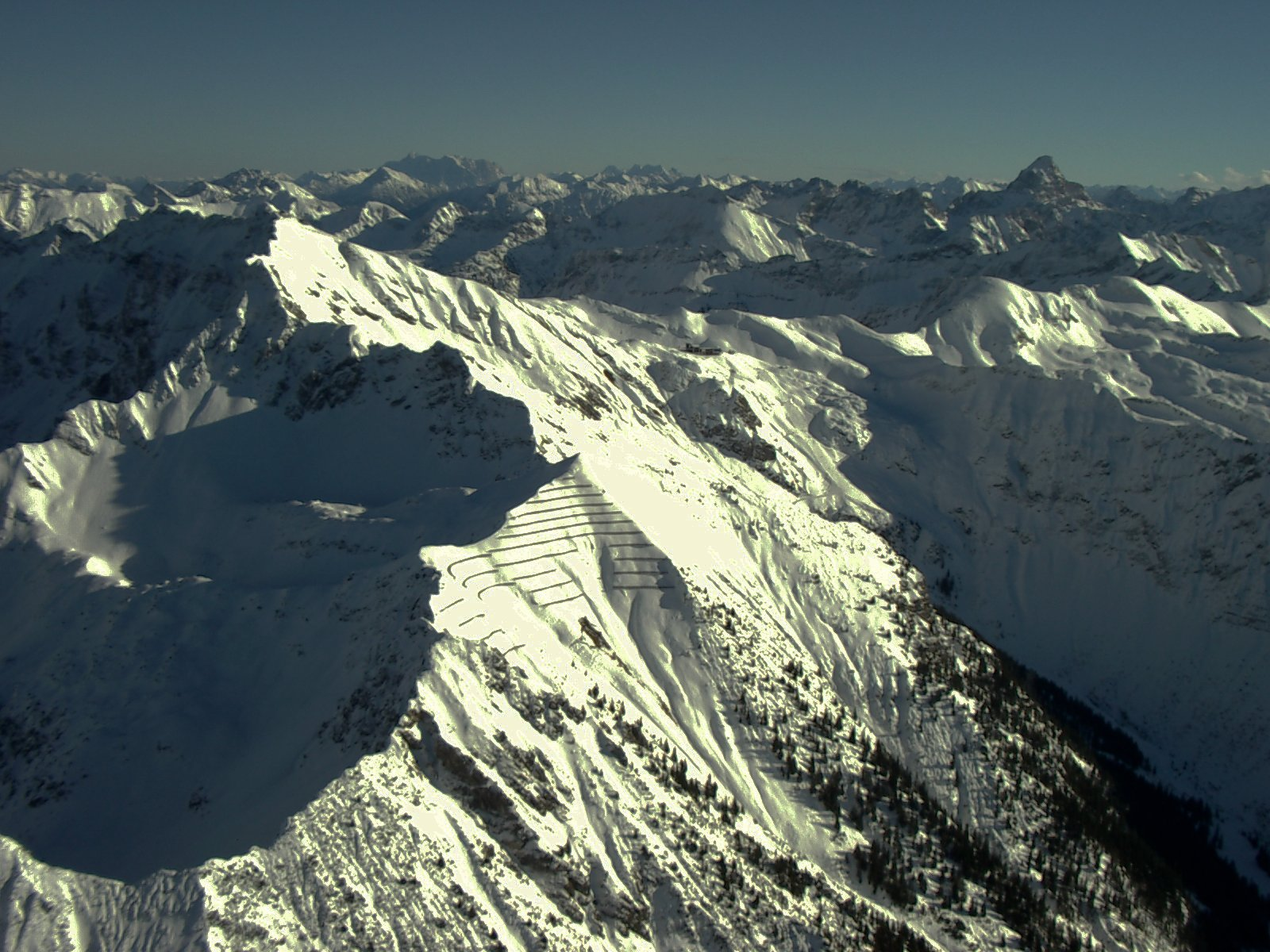
Luftbild vom Geißfuß (Bildmitte) aus Blickrichtung West. Links dahinter das Nebelhorn